# Östra Ljungby
Östra Ljungby est une localité suédoise située dans la commune de Klippan en Scanie.
Sa population était de 935 habitants en 2010.